# 鈴木敦子
鈴木敦子（すずき あつこ）は、日本の環境活動家、実業家。認定NPO法人環境リレーションズ研究所理事長、株式会社環境ビジネスエージェンシー代表取締役。森林再生や環境コミュニケーションの分野で活動している。

## 経歴
1992年、学習院大学法学部政治学科卒業。大手製紙会社に入社後、環境コンサルティング企業などを経て独立。2003年9月、NPO法人環境リレーションズ研究所を設立し理事長に就任。2005年9月、株式会社環境ビジネスエージェンシーを設立し代表取締役に就任。

## プロジェクトと受賞歴
2005年1月、市民参加型植林プロジェクト「Present Tree（プレゼントツリー）」を立ち上げ。同プロジェクトは平成20年度地球温暖化防止活動環境大臣表彰、「森林×脱炭素チャレンジ2022」林野庁長官賞などを受賞。2023年11月末日現在、国内外52ヶ所に386,552本を植樹している。
2015年6月、荒廃里山および周辺地域の再興と、都市の生物多様性向上を同時実現するプロジェクト「アーバン・シード・バンク」を立ち上げ。2015年度エコプロダクツ大賞・特別賞、2016年度環境省「グッドライフ・アワード」環境大臣賞・グッドライフ特別賞を受賞。

## 主な外部委員等
- 東京大学大学院農学生命科学研究科 OEGｓ育成機構 非常勤講師（2022年4月〜現在）
- サステナブルライフスタイル TOKYO 実行委員会 副委員長（2020年12月〜現在）
- 東京都農林・漁業振興対策審議会委員（2019年12月〜現在）
- 東京都 林業振興に向けた専門懇談会 専門家（2022年6月）
- 東京都 中小企業振興を考える有識者会議 委員（2021年6月）
- 一般財団法人自治研修協会 地域社会における連携・協働に関する研究会委員（2019年8月〜現在）
- 日本林政ジャーナリストの会 副会長（2024年6月〜現在）[7]

## 主な著書
- 『環境ビジネスウィメン―11人 成功の原点と輝く生き方』（共著、日経BP社、2005年）